# Nederlands kampioenschap halve marathon 1993
Het Nederlands kampioenschap halve marathon 1993 vond plaats op 3 juli 1993. Het was de tweede keer dat de Atletiekunie een wedstrijd organiseerde met als inzet de nationale titel op de halve marathon (21,1 km). De wedstrijd vond plaats in Sittard. De omstandigheden waren bijzonder zwaar, het was erg warm (26 graden) en de luchtvochtigheid hoog.
Nederlands kampioen halve marathon bij de mannen werd John Vermeule. Vermeule finishte in 1:03.53. Hij was hiermee slechts een seconde sneller dan Bert van Vlaanderen, die tweede werd in 1:03.54. Bij de vrouwen won Marjan Freriks in 1:15.47.
Vanwege het ontbreken van start- en winstpremies en het feit dat het NK midden in het baanseizoen viel, ontbraken veel toplopers.

## Uitslagen

### Mannen
| rang   | naam                | land | tijd    |
| ------ | ------------------- | ---- | ------- |
| Goud   | John Vermeule       | NED  | 1:03.53 |
| Zilver | Bert van Vlaanderen | NED  | 1:03.54 |
| Brons  | Aart Stigter        | NED  | 1:06.01 |
| 4      | Gerard Kappert      | NED  | 1:06.13 |
| 5      | Tonnie Dirks        | NED  | 1:08.17 |
| 6      | Dennis Klasen       | NED  | 1:08.36 |
| 7      | Johan ten Kate      | NED  | 1:08.45 |
| 8      | Nico Hamers         | NED  | 1:09.00 |
| 9      | Wil Thimister       | NED  | 1:09.05 |
| 10     | Hans van de Mortel  | NED  | 1:09.47 |

### Vrouwen
| rang   | naam             | land | tijd    |
| ------ | ---------------- | ---- | ------- |
| Goud   | Marjan Freriks   | NED  | 1:15.47 |
| Zilver | Helle Vullings   | NED  | 1:17.16 |
| Brons  | Jolanda Homminga | NED  | 1:17.34 |
| 4      | Ineke Vis        | NED  | 1:18.35 |
| 5      | Liesbeth van Ast | NED  | 1:20.00 |

1992 · 
1993 · 
1994 · 
1995 · 
1996 · 
1997 ·
1998 ·
1999 · 
2000 · 
2001 · 
2002 · 
2003 · 
2004 · 
2005 · 
2006 · 
2007 · 
2008 · 
2009 · 
2010 · 
2011 · 
2012 · 
2013 · 
2014 · 
2015 · 
2016 ·
2017 ·
2018 ·
2019 ·
2022 ·
2023